# Nedre Lumnien
Nedre Lumnien är en sjö i Storumans kommun i Lappland och ingår i Umeälvens huvudavrinningsområde. Sjön har en area på 0,621 kvadratkilometer och ligger 446 meter över havet. Sjön avvattnas av vattendraget Kirjesån.

## Delavrinningsområde
Nedre Lumnien ingår i det delavrinningsområde (726669-151767) som SMHI kallar för Utloppet av Nedre Lumnien. Medelhöjden är 512 meter över havet och ytan är 6,26 kvadratkilometer. Räknas de 35 avrinningsområdena uppströms in blir den ackumulerade arean 447,14 kvadratkilometer. Kirjesån som avvattnar avrinningsområdet har biflödesordning 2, vilket innebär att vattnet flödar genom totalt 2 vattendrag innan det når havet efter 319 kilometer. Avrinningsområdet består mestadels av skog (75 procent) och sankmarker (13 procent). Avrinningsområdet har 0,7 kvadratkilometer vattenytor vilket ger det en sjöprocent på 11,2 procent.